# F-03G
ドコモ タブレット ARROWS Tab F-03G（ドコモ タブレット アローズタブ エフゼロさんジー）は、富士通によって開発された、NTTドコモのLTEデータ通信（Xi）端末である。ドコモ タブレットのひとつ。
キャッチコピーは「見やすさを追求した超美麗大画面、世界最軽量防水タブレット」

## 概要
ARROWS Tab F-03Gは事実上のARROWS Tab F-02Fの後継機種となる。以下のとおり機能はかなり高機能化されているが、ディスプレイとタッチパネルの一体構造や通常の電池と比べ、重量エネルギー密度が約1.2倍の高効率エネルギー電池の採用、構造の改良や内部部品の一部に耐力の高い高強度アルミニウムを採用したことで、重量が433gと10インチ以上のディスプレイを保有した、3G／LTE対応タブレットにおいて世界最軽量となる。
ディスプレイでは10インチ台のタブレットとしては最高クラスの解像度WQXGA（2,560×1,600ピクセル）を誇る有機ELディスプレイを採用している。200万：1という超高コントラストを実現し、通常の液晶ではバックライトの光で薄明るくつぶれてしまう暗い部分も、細かいディテールまでクッキリと映し出す。また液晶では表現できなかった高い色再現性（NTSC比99％）と180°の高視野角により、感動的な美しさと鮮やかさで楽しむことができる。更に色彩や質感を忠実に再現する富士通独自の映像処理エンジンXevicや液晶とパネルの間の空気層をなくすことで光の乱反射と拡散を抑えるSuper Clear Panel搭載し、写真や動画などはっきりと表示させることができる。
フルセグ放送の受信及び録画が可能となっており、更に電波が届きにくい屋内でも、市販のテレビアンテナケーブルを同梱の卓上ホルダに接続することで安定した電波環境で視聴可能。音声はドルビーデジタルプラスと正面に配置したステレオスピーカーでクリアで臨場感のある音響を楽しめる。またオーディオ再生は新たにハイレゾ音源に対応した。
富士通のお家芸とも言える指紋認証も備えており、指紋認証により利用者を切り替えたり、あんしんモードを備えるなど家族などで共有することも可能となる。その際の利用者が子供であったり、お年寄りであった場合も想定し、こども向けのホーム画面やお年寄り向けのらくらくホンライクなホーム画面を用意している。また子供が使う場合は利用時間の制限を行う設定や子供向けの50音キーボードなどもある。
3G/LTEとWi-Fiの同時通信「マルチコネクション」に対応しており、どちらかの電波が不安定な場合により電波の良い方につなぎ、安定した通信を行うことが可能となっている。またサーバーへ通信するリクエスト数を増やすことで、3G/LTEやWi-Fi単独の通信も高速で行うことができる。
そのほか、「Exmor RS for mobile」搭載カメラ、防水（IPX5/8）・防塵（IP5X）、ワンセグ、NOTTV、テザリング、DLNA、カーナビ連携、F-LINK、Miracastなどに対応するが、おサイフケータイと赤外線通信には非対応となる。
電池容量は7840mAhで、使用状況に応じて無駄なく省電力を実現する、ヒューマンセントリックエンジンやWi-FiやGPSのON／OFFをはじめ、CPU周波数の制限など、きめ細かな設定でバッテリーを長持ちさせるNXエコなどにより長時間の利用が可能となっている。ただし内蔵電池のため、取り外しができない。

## 搭載アプリ
PC連携アプリケーション
- F-LINK

プリインストールアプリケーション
- テレビ
- カメラ
- 取扱説明書
- Kingsoft Office
- DiXiM Player
- 統合辞書+
- KSfilemanager
- ブラウザ
- メール
- メッセージ
- 予定表
- 電卓
- 設定
- ギャラリ－
- 時計
- Gmail
- YouTube
- Playストア
- マップ
- ハングアウト
- 音声検索
- Playミュージック
- Google+
- 写真
- Playムービー
- Chrome
- Playブックス
- Google設定
- Google
- Playゲーム
- ドライブ
- ＠Fケータイ応援団
- Google翻訳
- かんたんインターネット
- 麻雀
- クックパッド

## 主な機能
| 主な対応サービス                                | 主な対応サービス                         | 主な対応サービス                     | 主な対応サービス                                       |
| ----------------------------------------------- | ---------------------------------------- | ------------------------------------ | ------------------------------------------------------ |
| タッチパネル/加速度センサー                     | Xi/FOMAハイスピード                      | Bluetooth                            | DCMX/おサイフケータイ/NFC/かざしてリンク/赤外線/トルカ |
| フルセグ/ワンセグ/モバキャス                    | メロディコール                           | テザリング                           | WiFi IEEE802.11a/b/g/n/ac                              |
| GPS                                             | ドコモメール/電話帳バックアップ          | デコメール/デコメ絵文字/デコメアニメ | iチャネル                                              |
| エリアメール/ソフトウェアーアップデート自動更新 | デジタルオーディオプレーヤー(WMA)(MP3他) | GSM/3Gローミング(WORLD WING)         | フルブラウザ/Flash Player                              |
| Google Play/dメニュー/dマーケット               | Gmail/Google Talk/YouTube/Picasa         | バーコードリーダ/名刺リーダ          | ドコモ地図ナビ/Google Maps/ストリートビュー            |

## 歴史
- 2014年9月30日 - NTTドコモから発表
- 2014年11月8日 - 発売開始[9]。

## 不具合・アップデート
2015年6月25日のアップデート
- 特定の条件下で通話すると、相手側で声がエコーする場合がある不具合を修正する。
- ビルド番号がV11R27FからV12R28Bになる。

2015年8月31日のアップデート
- 特定のVPNに接続しようとした場合、正常に接続できない場合がある不具合を修正する。
- ビルド番号がV11R27F、V12R28BからV13R29Bになる。